# Istocheta ectinohopliae
Istocheta ectinohopliae är en tvåvingeart som först beskrevs av Borisova 1963.  Istocheta ectinohopliae ingår i släktet Istocheta och familjen parasitflugor. Inga underarter finns listade i Catalogue of Life.